# Union sportive Laveyron
L’US Laveyron était un club de basket-ball de la ville de Laveyron (Drôme).
La section féminine de basket-ball apparenait en 2011-2012 à la Ligue féminine 2. Pour sa première saison à ce niveau, elle finit 5e.

## Historique
En raison de problèmes financiers, le club est mis en liquidation mi-avril 2013 peu avant la fin de saison.

## Effectif 2012-2013
- Entraineur : Étienne Faye
- Assistant : Benjamin Villeger

| Numéro | Nom               | Née le | Taille | Nationalité | Poste      |
|        | Pulcherie Ayi     | 1980   | 1,70m  | France      | Arrière    |
|        | Anna Achard       | 1995   | 1,73m  | France      | Arrière    |
|        | Leslie Fournier   | 1990   | 1,84m  | France      | Ailière    |
|        | Margot Joret      | 1993   | 1,68m  | France      | Meneuse    |
|        | Shenita Landry    | 1987   | 1,88m  | États-Unis  | Intérieure |
|        | Coralie Magoni    | 1990   | 1,60m  | France      | Meneuse    |
|        | Manon Morel       | 1992   | 1,92m  | France      | Intérieure |
|        | Élodie Tadeuszak  | 1991   | 1,77m  | France      | Arrière    |
|        | Fatoumata Tandian | 1992   | 1,88m  | France      | Intérieure |

## Effectif 2011-2012
| Numéro | Nom                  | Née le | Taille | Nationalité | Poste      |
|        | Pulcherie Ayi        | 1980   | 1,70m  | France      | Arrière    |
|        | Aida Fall            | 1986   | 1,92m  | France      | Intérieure |
|        | Leslie Fournier      | 1990   | 1,84m  | France      | Ailière    |
|        | Jennifer Lafaurie    | 1993   | 1,68m  | France      | Meneuse    |
|        | Madou M'Bengue       | 1991   | 1,84m  | France      | Ailière    |
|        | Cheryl Maledon       | 1986   | 1,70m  | France      | Ailière    |
|        | Caroline Misset      | 1993   | 1,73m  | France      | Ailière    |
|        | Katarina Simkulakova | 1980   | 1,82m  | Slovaquie   | Intérieure |
|        | Irena Matovic        | 1988   | 1,86m  | Monténégro  | Intérieure |
|        | Elena Vishnyakova    | 1978   | 1,91m  | France      | Intérieure |